# Christian Oehlschläger
Christian Oehlschläger (* 3. Dezember 1954 in Hannover) ist ein deutscher Förster im Ruhestand und Schriftsteller.

## Leben

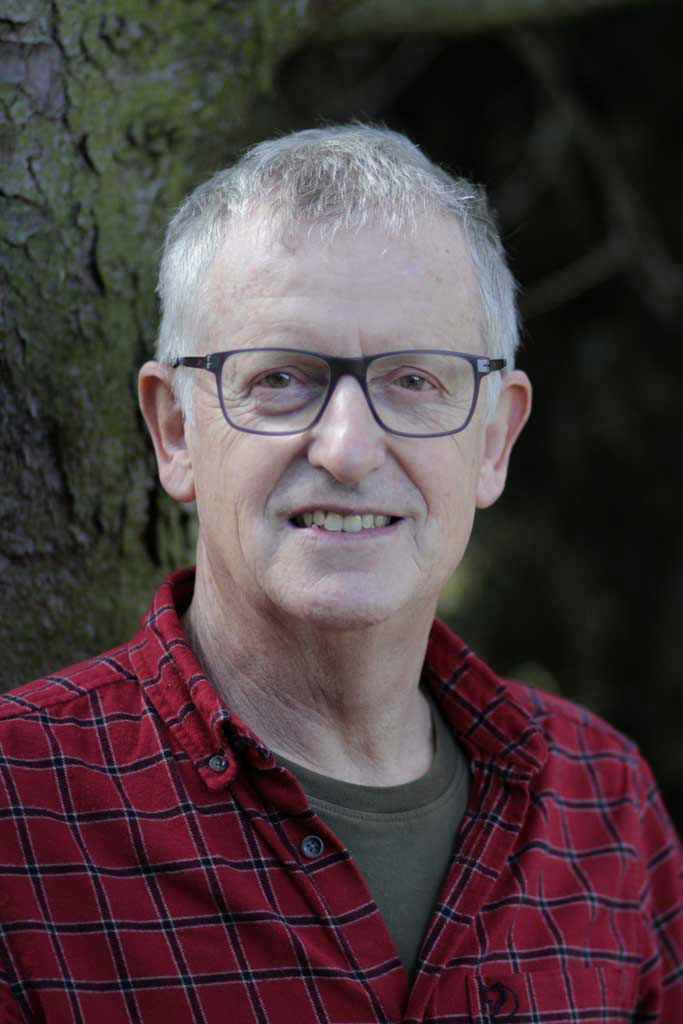
Christian Oehlschläger

Christian Oehlschläger wuchs mit vier Geschwistern in Brelingen bei Hannover auf. Seine Eltern sind der Pastor Gerhard Oehlschläger und dessen Frau Elisabeth (geb. Wilkening). Er besuchte das Gymnasium Großburgwedel und studierte Forstwirtschaft in Göttingen.
Von 1980 bis 1993 war Oehlschläger bei den Landesforsten Niedersachsen als Forstbeamter tätig, u. a. bei der Niedersächsischen Forstlichen Versuchsanstalt in Göttingen, den Forstämtern Medingen, Bederkesa, Ebstorf und Wienhausen. Ein Einsatz für den Deutschen Entwicklungsdienst (DED) führte ihn von 1985 bis 1987 in das integrale, ländliche Entwicklungsprogramm Plan Sierra in der Dominikanischen Republik. In den Jahren 1988 bis 1991 war er Forstexperte der Hendrikson Associierte Consultants GmbH (HAC) für das integrierte Ernährungssicherungsprogramm COHAAT in Honduras.
1993 wechselte er zur Landwirtschaftskammer Niedersachsen und übernahm die Leitung der Bezirksförsterei Burgwedel. In den Jahren 1993 bis 1996 folgten mehrere mehrwöchige Gutachtereinsätze in Mittel- und Südamerika (Ecuador, Bolivien, Dominikanische Republik) für die Deutsche Gesellschaft für Technische Zusammenarbeit (GTZ) und die Deutsche Welthungerhilfe (DWHH).
2020 wurde er pensioniert. In seinem Ruhestand engagiert sich Oehlschläger zunehmend für den Verein Trinkwasserwald e.V., der bundesweit durch Spenden finanzierte Aufforstungen von Laubmischwäldern durchführt. Zudem gehört er dem Vorstand der Gertrud-Wöhler-Stiftung an, einer gemeinnützigen Stiftung in Großburgwedel, die sich für die Heimatstube und die Unterstützung Bedürftiger in der Region einsetzt.

## Werke

### Kurzgeschichten I: Sammelbände
- Seltene Beute. Jagdkurzgeschichten, Landbuch Verlag, Hannover 1990, ISBN 3-7842-0435-X.
- Wildwechsel. Jagdnovellen, Landbuch Verlag, Hannover 1998, ISBN 3-7842-0566-6.
- Draußen vom Walde. Jagd- & Weihnachtsgeschichten, Neumann-Neudamm, Melsungen 2007, ISBN 978-3-7888-1139-6.
- Wo Hirsch und Has‘ … Jagdkurzgeschichten, Neumann-Neudamm, Melsungen 2012, ISBN 978-3-7888-1490-8.
- Auf trügerischer Spur. Jagd- und Kriminalgeschichten, Neumann-Neudamm, Melsungen 2018, ISBN 978-3-7888-1929-3.

### Kriminalromane
- Der Schwanenhals. Kriminalroman, Neumann-Neudamm, Melsungen 2005, ISBN 3-7888-1008-4.
- Der Kohlfuchs. Kriminalroman, Neumann-Neudamm, Melsungen 2006, ISBN 3-7888-1093-9.
- Die Wolfsfeder. Kriminalroman, Neumann-Neudamm, Melsungen 2008, ISBN 978-3-7888-1194-5.
- Der Waldvogel. Kriminalroman, Neumann-Neudamm, Melsungen 2011, ISBN 978-3-7888-1390-1.
- Das Hirschluder. Kriminalroman, Neumann-Neudamm, Melsungen 2014, ISBN 978-3-7888-1671-1.
- Der Neunwürger. Kriminalroman, Neumann-Neudamm, Melsungen 2016, ISBN 978-3-7888-1800-5.
- Die Hasenpfote. Kriminalroman, Neumann-Neudamm, Melsungen 2021, ISBN 978-3-7888-2008-4.

### True Crime
- Mit Ulrich Hilgefort: Mord in 7 Stücken. Neumann-Neudamm, Melsungen 2024, ISBN 978-3-7888-2103-6

### Beiträge zu Anthologien/Auswahlbüchern
- Der Ring der Niedersachsen. Dunkle Geschichten aus zwei Jahrtausenden, Anthologie, Susanne Mischke, Richard Birkefeld (Hrsg.), zu Klampen, Springe 2010, ISBN 978-3-86674-093-8.
- Bock auf Wild. 15 tödliche Jagdstories, Krimi-Anthologie, Cornelia Kuhnert, Richard Birkefeld (Hrsg.), Heyne, München 2010, ISBN 978-3-453-54011-8.
- Niedertracht in Niedersachsen. Krimi-Anthologie, Cornelia Kuhnert, Richard Birkefeld (Hrsg.), KBV, Hillesheim 2012, ISBN 978-3-942446-24-2.
- Ein Bier, ein Wein, ein Mord. Hannover-Kneipen-Krimi-Anthologie, Susanne Mischke, Bodo Dringenberg (Hrsg.), zu Klampen, Springe 2012, ISBN 978-3-86674-178-2.
- Tödliche Weihnacht überall. Weihnachts-Krimi-Anthologie, Susanne Mischke (Hrsg.), Piper, München 2012, ISBN 978-3-492-30022-3.
- Der Schwanenhals. erscheint bei Reader’s Digest in einem Auswahlbuch, 2012, ISBN 978-3-89915-790-1.
- Heide, Harz und Hackebeil. Krimi-Anthologie, KBV, Hillesheim 2013, ISBN 978-3-942446-77-8.
- Die Wolfsfeder. erscheint bei Reader’s Digest in einem Auswahlbuch, 2013, ISBN 978-3-89915-923-3.